# Parapenaeon coarctatum
Parapenaeon coarctatum är en kräftdjursart som beskrevs av M. Bourdon1981. Parapenaeon coarctatum ingår i släktet Parapenaeon och familjen Bopyridae.

## Underarter
Arten delas in i följande underarter:
- P. c. tuberculatum
- P. c. coarctatum